# Catecismo de Ripalda
El Catecismo de Ripalda es un famoso catecismo, con preguntas y respuestas, para la catequesis de los niños, publicado en 1591 por Jerónimo de Ripalda. A partir del siglo XVI y hasta comienzos del XX tuvo una gran difusión en España, y también en Hispanoamérica y Filipinas, donde se utilizó también en la evangelización de los pueblos indígenas.

## La edición príncipe
La edición más antigua que se conoce es de 1591, impresa en Burgos por Felipe de la Junta, con el título Doctrina Christina, con vna exposición brvue. Compesta por el Maestro Hieronymo de Ripalda de la Compañía de Ies. No obstante, la documentación disponible permite afirmar que el catecismo de Ripalda, con el contenido en que se publica en ese año o con un texto algo diferente, era ya conocido en 1586, porque precisamente ese año el padre Villalba, provincial de los jesuitas, refiriéndose a la enseñanza a los niños ordenada por el propóstico general de la Compañía, comenta el texto que preparó Ripalda y que, según expone, no a todos gusta por resultar una doctrina muy teológica y los niños no tienen necesidad de tanta teología.

## Ediciones posteriores
El Catecismo de Ripalda tuvo una amplia y rápida difusión, aunque enseguida sufrió adiciones y modificaciones. En 1616, por tanto en vida aún de Jerónimo de Ripalda, Jorge Mayr, SJ, publica Ausburgo su Catecismo del P- M. Geronimo de Ropalda de la Compañía de Jesus. Declarado por Inmagenes por el P. Jorge Mayre Aleman de la dicha Compañia. En realidad los textos -efectivamente extraídos de Ripalda- no son muchos y corresponden a los que -en la mayor parte de las ediciones del Ripalda, pero no en la edición príncipe- se sitúan al comienzo del libro, en un apartado titulado "Texto de la doctrina Cristiana". De este modo, en el libro de Mayr cada página de texto va precedida de un grabado preparado por el propio Mayr.[cita requerida]
En 1656, Martín Ochoa de Capanaga preparó una edición bilingüe en castellano y vascuence; en ella ya aparecen agrupados al comienzo los textos que escogió Mayr para su catecismo ilustrado, junto con las oraciones del cristiano, el credo, los mandamientos, las bienaventuranzas, algunas fórmulas doctrinales; es decir, los elementos básicos de la doctrina cristiana. Este modo de reorganizar el contenido del catecismo de Ripalda se mantiene prácticamente en las numerosas ediciones que se realizan desde entonces, añadiendo según los casos preguntas que amplían o actualizadn su contenido.
Ensguida se hicieron ediciones en las lenguas indígenas de América, por ejemplo en México en náhuatl, otomí, tarasco, zapoteco y maya, que fueron utilizadas no solo para la evangelización sino también para enseñar a leer en esas lenguas y en castellano; y en tagalo en Filipinas. La mayoría de esas ediciones introducían modificaciones de más o menos entidad, alguna para adaptarlas a los nuevos lectores.
Sin embargo, la aplicación más amplia del Ripalda, y la que ha tenido una mayor difusión, se debe a Juan Antonio de la Riva (Mansilla de la Sierra, Logroño, 1790- Murcia, 1834), quien en 1790 publicó en Madrid un Ripalda que añadió al original un amplio número de  cuestiones; el texto así compuesto fue editado repetidas veces; en algunas de ellas el autor distingue del original de Ripalda sus añadidos, anteponiéndoles un asterisco. En cualquier caso, el Ripalda ampliado por de la Riva sufrió posteriormente nuevas modificaciones aunque conservando sustancialmente los añadidos que se habían incluido en la edición de 1790.

## Antecedentes de la edición príncipe
Aunque se tenían noticias de que el texto del Ripalda era utilizado con anterioridad a la edición príncipe, fue en 1996 cuando Resines hizo públicos sus hallazgos, que esos textos no estaban documentados. Pudo entonces comprobarse que en 1589 Gaspar Astete había publicado en Madrid, Interrogaciones para la Doctrina Christiana por modo de Diálogo entre Maestro y el Discípulo. Al cotejar ese texto con el Ripalda, se pudo comprobar que sustancialmente se trataba del mismo catecismo; por tanto se puede hablar, además de Primer Astete, repetidamente editado con su nombre, un Segundo Astete, que -al menos a partir de 1591- aparece bajo la autoría de Jerónimo de Ripalda.

## Estructura de la obra
Como ya se ha indicado, la mayor parte de las ediciones del Ripalda no solo incluyen modificaciones y ampliaciones del texto, sino que alteran su estructura original. Tal como aparece en la edición príncipe, todo el texto se distribuye en un elevado número de apartados, relativamente breves, cada uno encabezado con un epígrafe que anuncia con bastante precisión su contenido. Estos apartados son los siguientes:
Todo fiel cristiano; Las obligaciones del cristiano; Padrenuestro; Avemaria; Credo; Salve; Mandamientos de la ley de Dios; Mandamientos de la iglesia; Sacramentos; Artículos de la fe; Obras de misericordia; Pecados capitales; Virtudes contrarias a ellos; Enemigos del alma; Virtudes que hemos de tener; Potencias del alma; Sentidos corporales; Dones del Espíritu Santo; Frutos del Espíritu Santo; Bienaventuranzas; Cosas que perdonan el pecado venial; Novísimos; Confesión general y Acto de contrición.
Antes del epígrafe se incluye la fórmula u oración que se va a tratar, de modo que después del epígrafe la primera pregunta, la misma en todos los casos -Qué hemso hecho agora?- que invita a que el niño repita la fórmula u oración que antecede; después, las preguntas y respuestas explican la cuestión que se había anunciado.
En las posteriores ediciones, aun en las que no modifican el texto, se altera esta estructura incluyendo un primer apartado, titulado Texto de la Doctrina Cristiana, en la que se sitúan las fórmulas y oraciones que en la edición príncipe se distribuían a lo largo de todo el catecismo. Tras ese apartado introductorio, siguen los apartados originales de Ripalda, con frecuencia precedidos por el título Sobre la Doctrina Cristiana; en algunas ediciones esos apartados quedan anotados como capítulos.

## Galería de imágenes
|                                      |
| El Ripalda ilustrado por Mayer, 1616 |

|                         |
| Ripalda en tagalo, 1747 |

|                          |
| Ripalda, edición de 1747 |

|                                  |
| Ripalda añadido e ilustrado 1843 |

|                                        |
| Traducción del griego de Ripalda-Mayer |